# 窒化ガリウム

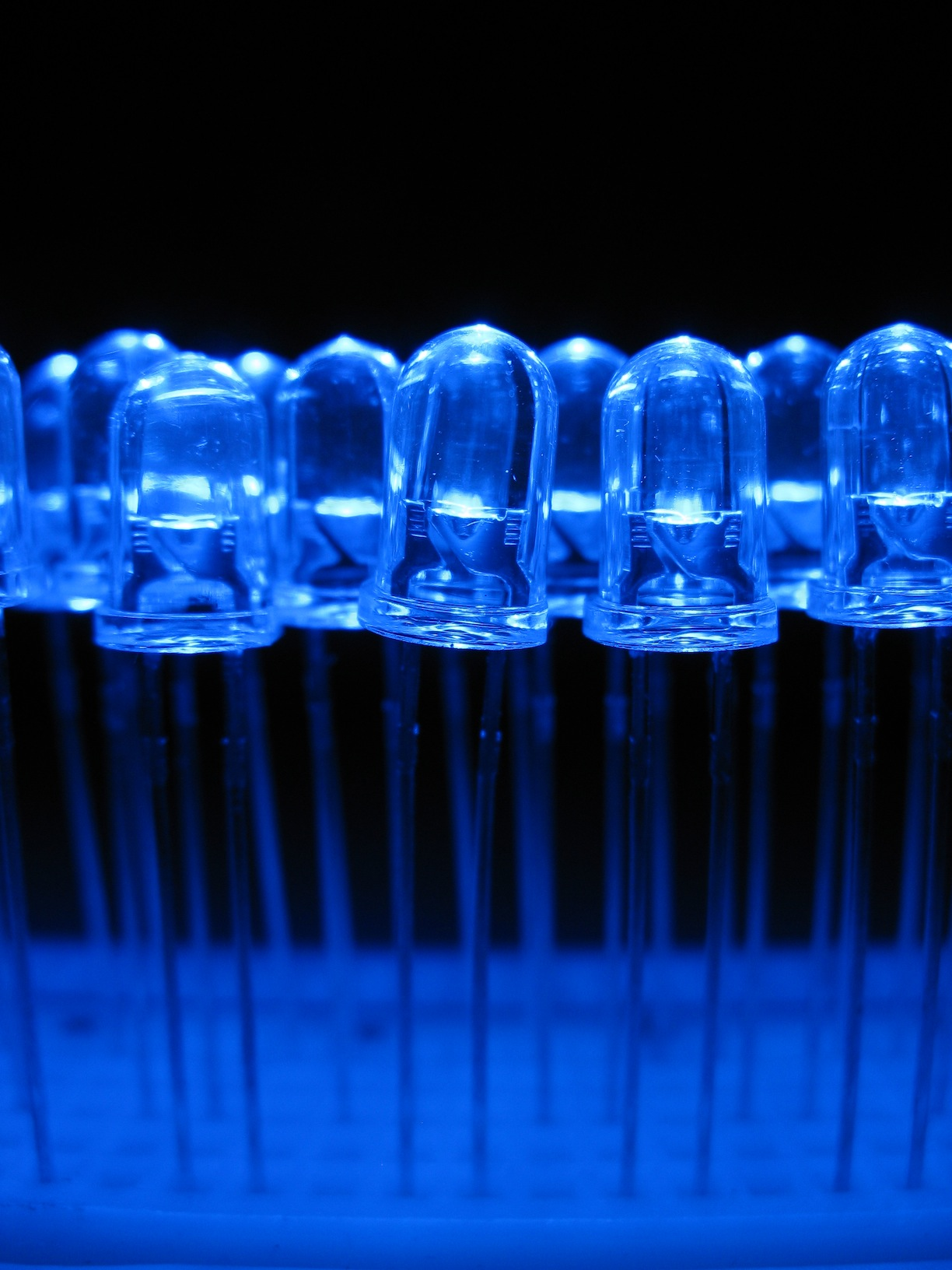
青色発光ダイオード

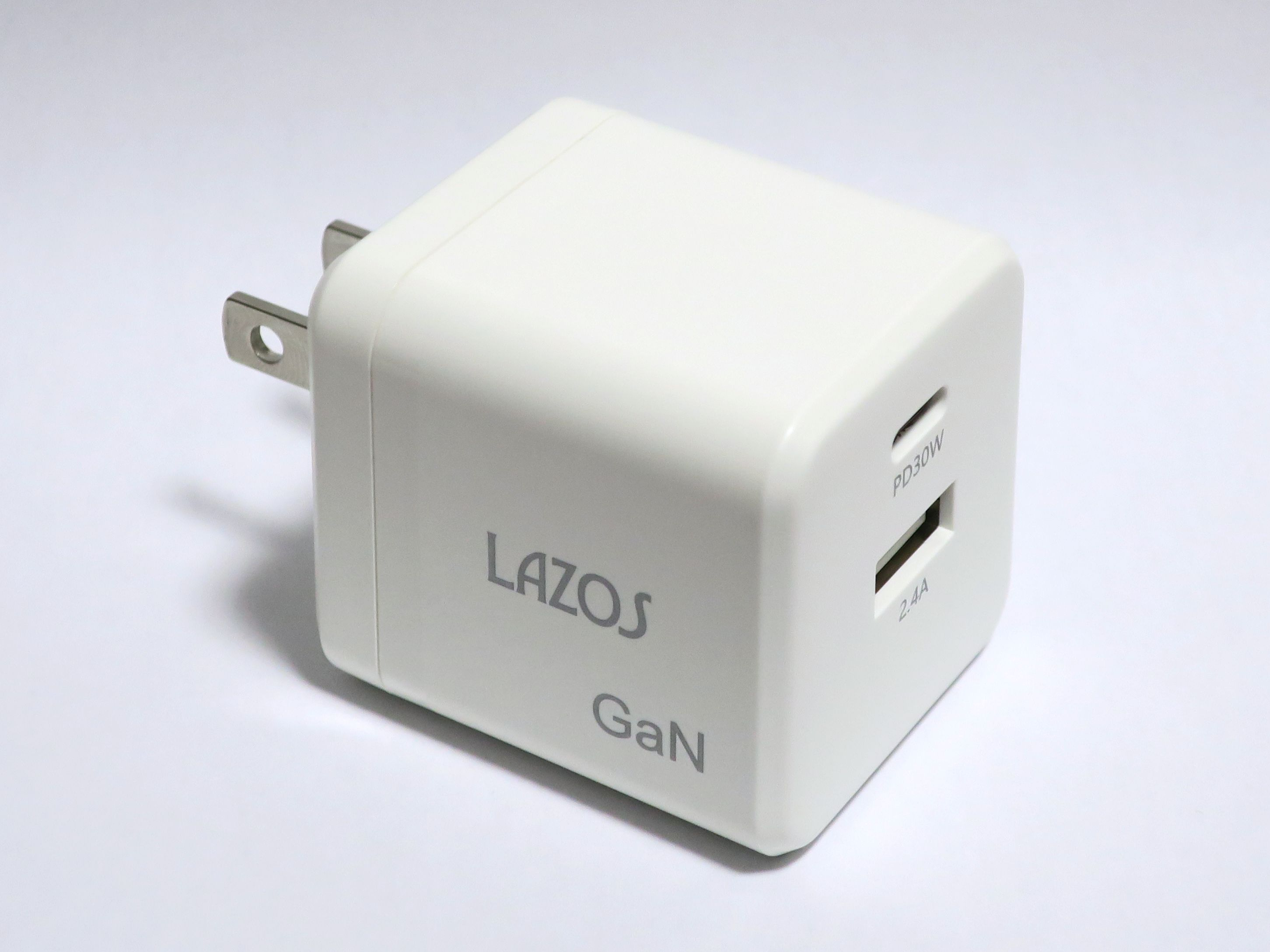
窒化ガリウム（GaN）を使用したUSB PD充電器

窒化ガリウム（ちっかガリウム、GaN）はガリウムの窒化物であり、青色発光ダイオード（青色LED）の材料として知られる半導体である。また、近年ではパワー半導体やレーダーへの応用も期待されている。ガリウムナイトライド（gallium nitride）とも呼ばれる。

## 物理的性質
結晶構造はウルツ鉱構造と閃亜鉛鉱構造の2種類を取りうるが、前者がエネルギー的に安定であり、よく使われている。ウルツ鉱構造の格子定数は、a軸が 3.18 Å、c軸が 5.17 Å である。
バンドギャップは室温において約 3.4 eV で、波長では約 365 nm に相当し、紫外領域の光源となる。微量のインジウム（In）を加えて InGaN 結晶にすることで紫色、青色の光源として用いることができる。発光ダイオードによる光の三原色のひとつとして交通信号機やディスプレイに用いられる。
GaN は他の半導体と比較して、
1. 熱伝導率が大きく放熱性に優れている
2. 高温での動作が可能
3. 電子の飽和速度が大きい
4. 絶縁破壊電圧が高い

などの優位性から半導体デバイスとしての応用が大いに期待されている。
電子デバイスへの応用は、AlGaN/GaNのヘテロ構造を利用した高周波デバイスが先行している。これは、GaNの持つピエゾ効果によりヘテロ界面に発生する高密度の二次元電子ガスを利用できるためである。
また、高い絶縁破壊耐圧を持つことから、損失の低いパワーデバイスを実現できると考えられる。

## 化学的性質
窒化ガリウムは化学的には非常に安定した物質であり、一般的な酸（塩酸、硫酸、硝酸など）や塩基には溶けないが、紫外線を照射することで強アルカリには溶解する。
半導体の製造工程におけるエッチングの際には反応性イオンエッチング（reactive ion etching, RIE）によるドライエッチングを行う。

## 歴史
1980年代前半はセレン化亜鉛（ZnSe）と GaN が青色系発光ダイオードの材料の候補であった。このうちGaNは、格子定数と熱膨張係数が GaN に近い基板が存在しなかったこともあり、良質な結晶が得られなかったため、大きな研究進捗は得られなかった。多くの研究者、研究機関は ZnSe を用いて青緑色発光ダイオード作製を目指した。世界の研究者からはZnSeを用いた青緑色半導体レーザも報告されたが、寿命が短く製品化には至らなかった。また炭化ケイ素を使用する系もあったが、実用化には至らなかった。
1986年、天野浩がサファイア基板に緩衝層を導入し、GaNの単結晶薄膜を得ることに成功した。
1989年、赤崎勇と天野はMgドーピングと電子線照射によりp型の窒化ガリウムを得て、pn接合の青色発光ダイオードを実現した。ただし、GaNは紫外発光であり青色化する必要があった。また電子線照射は実験的には良いが量産化には向かないという課題もあった。
1992年、中村修二らは水素中の熱処理でp型窒化ガリウムが得られることを発見した。その後、InGaNを使用することで青色化された。
2014年、青色発光ダイオードの発明により、赤崎、天野、中村の3名にノーベル物理学賞が授与された。